# Antoni Jabłonowski (poseł)

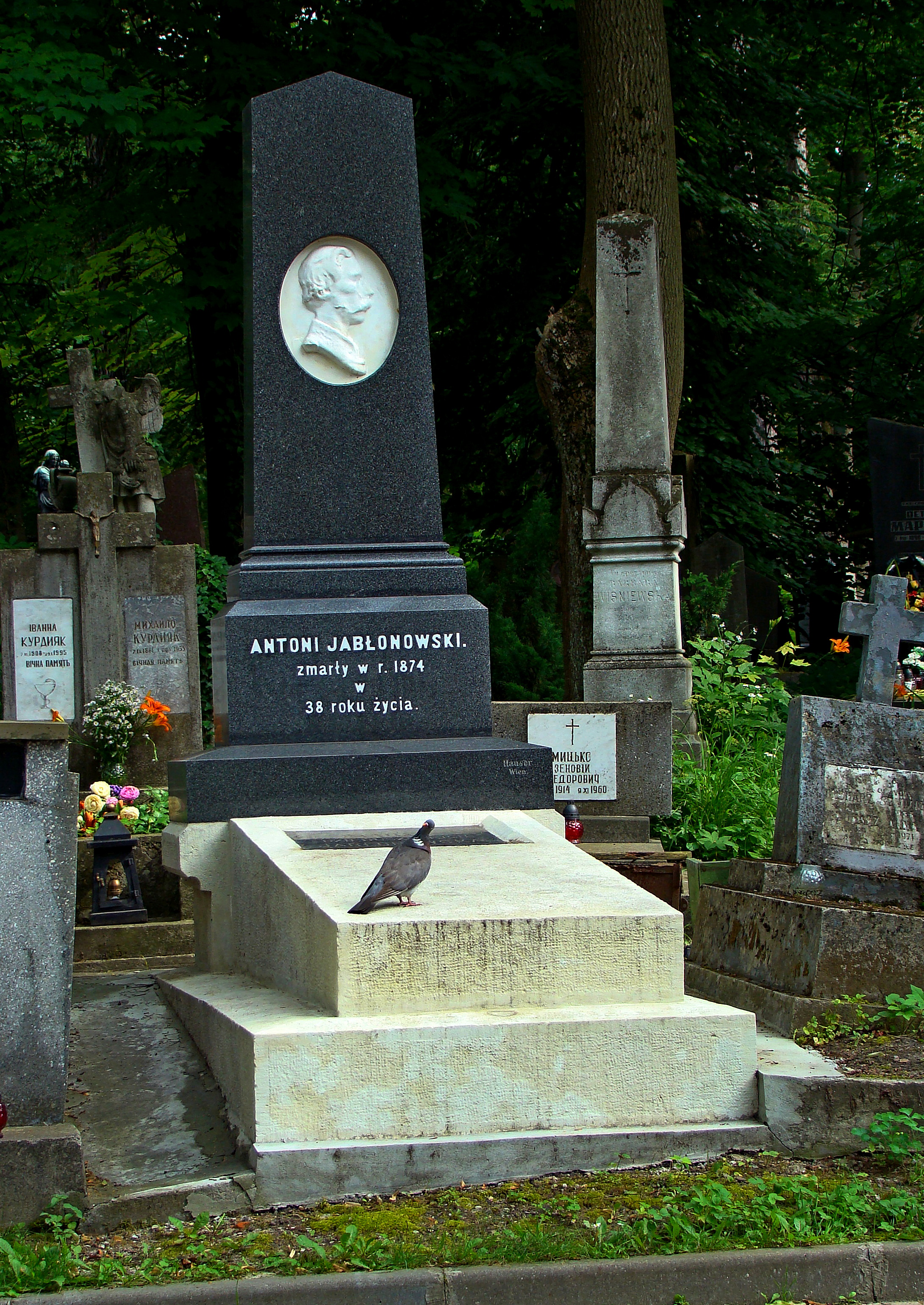
Nagrobek Antoniego Jabłonowskiego

Antoni Jabłonowski herbu Grzymała (ur. 1835 - zm. 19 lipca 1874 we Lwowie) – ziemianin, poseł na galicyjski Sejm Krajowy
Urodził się w rodzinie ziemiańskiej, syn Ludwika i Hortensji z Karśnickich.
Ziemianin, właściciel dóbr Członek i działacz Galicyjskiego Towarzystwa Gospodarskiego, jego wiceprezes (24 czerwca 1870 - 20 czerwca 1874), redaktor Rolnika czasopisma GTG.
Poseł do Sejmu Krajowego Galicji III kadencji (1870–1872), wybrany w I kurii obwodu Żółkiew, z okręgu wyborczego Żółkiew.